# Шамсон
Шамсон (фр. Chamesson) насеље је и општина у источном делу централне Француске у региону Бургоња, у департману Златна обала која припада префектури Монбар.
По подацима из 2011. године у општини је живело 283 становника, а густина насељености је износила 17,96 становника/km². Општина се простире на површини од 15,76 km². Налази се на средњој надморској висини од 243 метара (максималној 348 m, а минималној 237 m).

## Демографија
| 1962. | 1968. | 1975. | 1982. | 1990. | 1999. | 2011. |
| ----- | ----- | ----- | ----- | ----- | ----- | ----- |
| 425   | 446   | 341   | 305   | 331   | 325   | 283   |

График промене броја становника у току последњих година